# Công nhân
Công nhân là người lao động phổ thông, theo nghĩa rộng là người kiếm sống bằng cách làm việc thể xác (lao động chân tay), bằng cách của mình - cung cấp lao động để lãnh tiền công (tiền lương) của chủ nhân (người sử dụng lao động), để nỗ lực tạo ra sản phẩm cho người chủ và thường được thuê với hợp đồng làm việc (giao kèo) để thực hiện các nhiệm vụ cụ thể được đóng gói vào một công việc hay chức năng.

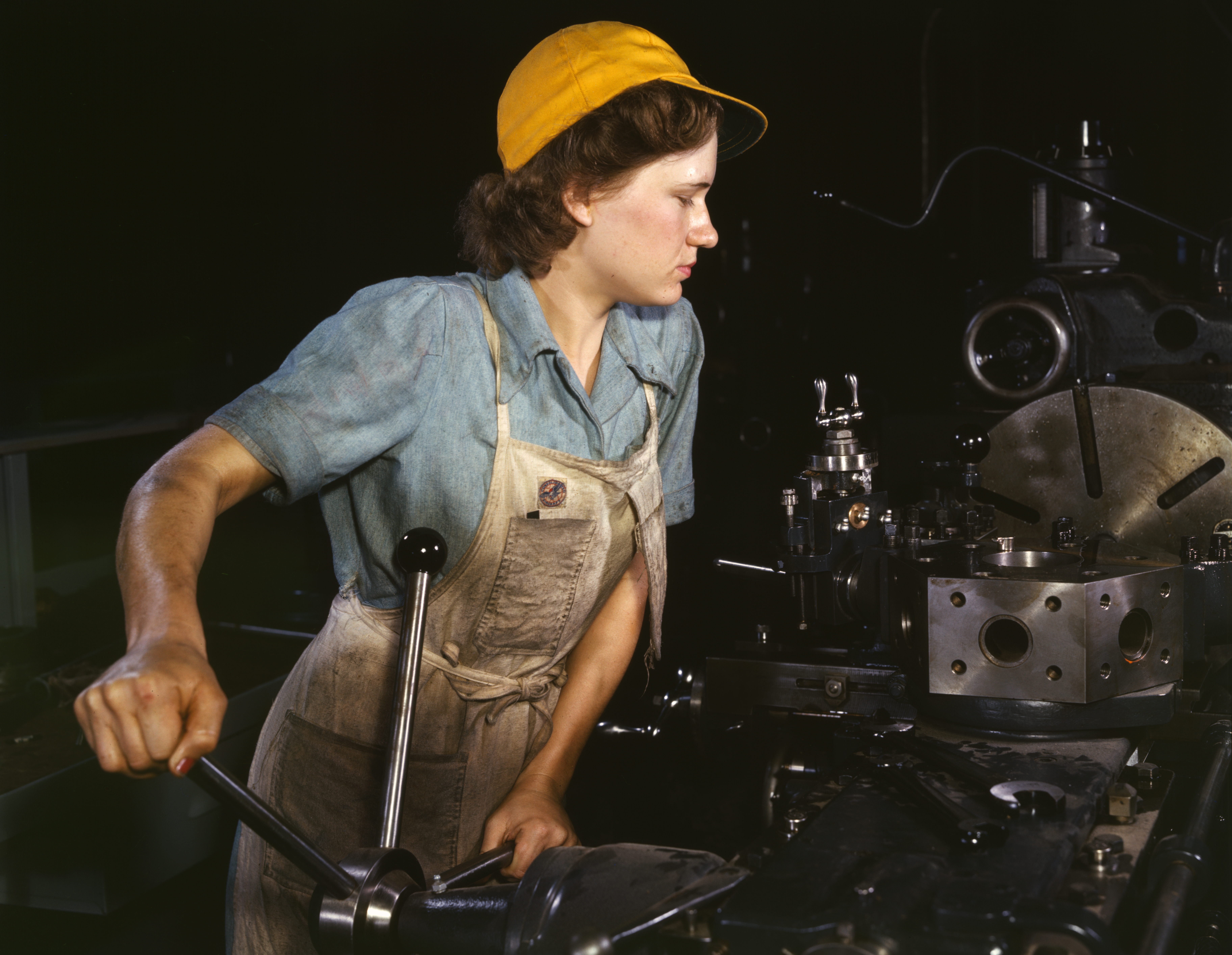
Một nữ công nhân làm việc với máy tiện kim loại trong nhà máy cơ khí tại Fort Worth, Texas, Hoa Kỳ, năm 1942.

Công nhân, lúc đầu là người lao động trong các ngành nghề xây dựng, truyền thống trước đây coi là không có tay nghề lao động chân tay, như trái ngược với lao động có tay nghề cao để làm rõ sự khác biệt trong phân công lao động. Người công nhân có các dụng cụ hỗ trợ lao động như dụng cụ cầm tay, dụng cụ điện, công cụ không khí, và thiết bị nặng hoặc nhỏ, và hành động giúp các ngành nghề khác, ví dụ, các nhà khai thác mỏ hoặc thợ xây xi măng.
Thế kỷ 1 TCN, kỹ sư Vitruvius viết chi tiết về hoạt động và sinh hoạt của công nhân tại thời điểm đó. Theo kinh nghiệm của ông, một đoàn người lao động cũng có giá trị và cần thiết như bất kỳ khía cạnh nào khác của ngành xây dựng.
Với sự ra đời của công nghệ tiên tiến và việc thành lập các công ty, tập đoàn, công nhân ngày nay thường là thành phần lao động trong những xí nghiệp, nhà máy, công ty và làm công ăn lương. Người công nhân cũng thường kết hợp thành các công đoàn hoặc nghiệp đoàn độc lập để bảo vệ quyền lợi của mình. Luật pháp nhiều quốc gia cũng có nhiều quy định cụ thể để bảo vệ quyền lợi công nhân. Trong hầu hết các nền kinh tế hiện đại, thuật ngữ "nhân viên", "công nhân" đề cập đến một mối quan hệ được xác định cụ thể giữa một cá nhân và một công ty, mà khác với những khách hàng tiêu dùng.

## Quy định luật pháp về bảo vệ quyền lợi công nhân
Tại nhiều quốc gia như Đức, kể từ khi cải cách pháp luật thông qua Đạo luật Hiến pháp trình trong năm 2001, theo pháp lý không còn phân biệt giữa nhân viên và công nhân, § 5, khoản 1 WCA cả hai được gọi chung là "người lao động" và có quyền lợi bình đẳng (bằng nhau) . Luật này tác động chỉ ra một số thỏa thuận thương lượng tập thể của Đức. Như vậy, trong những năm gần đây, sự tách biệt và phân biệt đối xử giữa công nhân, viên chức, nhân viên hoặc cán bộ - thực hiện các hoạt động trong nhiều ngành công nghiệp tương tự hoặc hoạt động tương tự - được chính thức bãi bỏ, như trong các thoả ước tập thể cho dịch vụ công cộng (TvöD) và trong các thoả ước tập thể về khuôn khổ của hợp đồng làm việc.